# Барыково (Ладьинское сельское поселение)
Барыково — деревня в Торжокском районе Тверской области, входит в состав Высоковского сельского поселения, до 2017 года входила в составе Ладьинского сельского поселения.

## География
Находится в 14 км на юг от центра поселения посёлка Высокое и в 58 км на юг от города Торжка.

## История
Деревянная Никольская церковь в селе была построена в 1741 году, перестроена в 1841 году, престола два: главный — Святителя Николая, придельный — Скорбящей Божией Матери.
В конце XIX — начале XX века село входило в состав Иверовской волости Старицкого уезда Тверской губернии. 
С 1929 года деревня являлась входила в состав Дарского сельсовета Высоквского района Ржевского округа Западной области, с 1935 года — в составе Калининской области, с 1963 года — в составе Торжокского района, с 1994 года — в составе Ладьинского сельского округа, с 2005 года — в составе Ладьинского сельского поселения, с 2017 года — в составе Высоковского сельского поселения.

## Известные люди
Николай Иванович Казнаков (1834—1906) — русский адмирал, генерал-адъютант.

## Население
| 1859 | 1886 | 2002 | 2010 |
| ---- | ---- | ---- | ---- |
| 50   | ↗148 | ↘6   | ↘1   |